# Giffen House

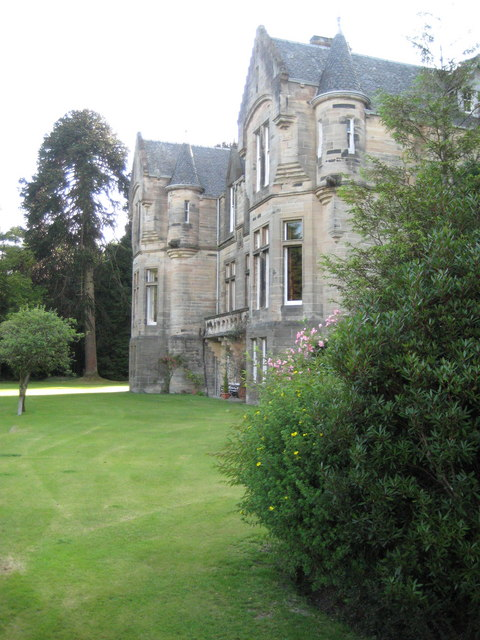
Giffen House

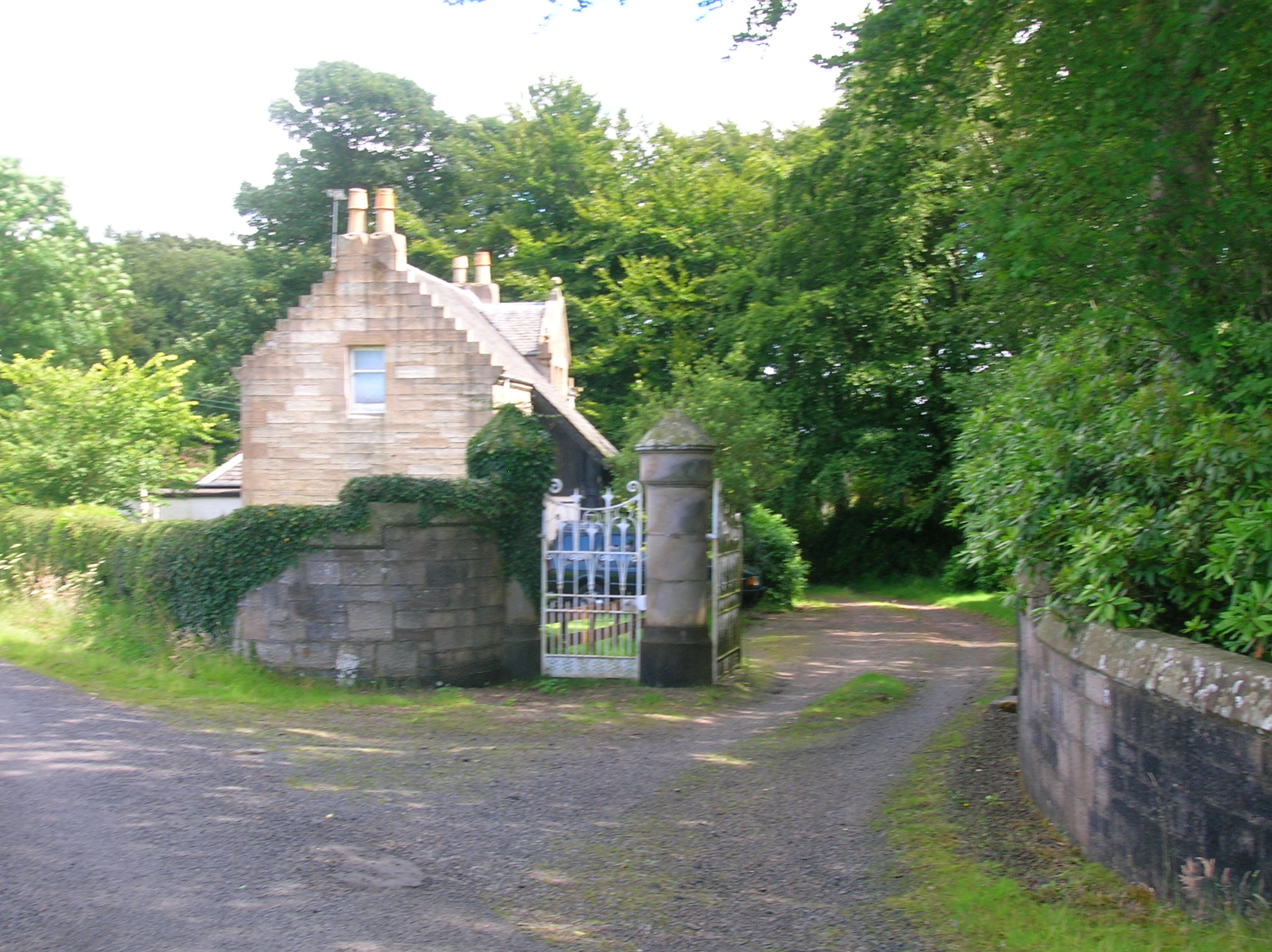
Einfahrt zu Giffen House

Giffen House ist ein Landhaus in der Gemeinde Dalry in der schottischen Council Area North Ayrshire.

## Geschichte
William Patrick, Esq. aus Roughwood und Woodside, ein Nachfahre der alteingesessenen Familie Patrick, kaufte 1855 die Mid-Superiority von Giffen vom Earl of Eglinton und erwarb auch das Dominum Utile für den größten Teil der Baronie. 1861 erbte sein Großneffe, Henry Gardener Patrick, der Sohn von John Sheddan Patrick aus Trearne und Woodside, das Anwesen und ließ ein großes, hübsches Landhaus im Scottish Baronial Style auf dem Land der Bankhead Farm, etwa 3 km entfernt vom alten Castle of Giffen errichten.
Giffen House und die dazugehörigen Stallungen wurden 1869 von Architekten Andrew Heiton jun., John Murray Robertson und Thomas Arthur Heiton entworfen. Das Gebäude war als „Castle“ klassifiziert und Historic Scotland hat es als historisches Bauwerk der Kategorie B gelistet.
Im August 1922 starb Henry Gardener Patrick und hinterließ das Anwesen seinem Neffen in Edinburgh. Der Neffe verkaufte das 354,2 Hektar große Anwesen, das vornehmlich aus landwirtschaftlich nutzbarem und eingefriedetem Land bestand, aber auch 21,8 Hektar lichten Wald enthielt. Das Haus besteht aus vier öffentlichen Räumen, sechs Schlafzimmern für die Familie, drei Ankleidezimmern, Kinderschlaf- und -spielzimmer, Badezimmer, sechs Schlafzimmern für die Dienerschaft sowie etliche Küchen- und Hauswirtschaftsräumen, insgesamt 35 Räumen. Zu den Nebengebäuden gehören die Stallungen, Garagen, Lodges und das Kutscherhaus.